# En ligne de bataille
 (avril 2012).
Si vous disposez d'ouvrages ou d'articles de référence ou si vous connaissez des sites web de qualité traitant du thème abordé ici, merci de compléter l'article en donnant les références utiles à sa vérifiabilité et en les liant à la section « Notes et références ».

En ligne de bataille (titre original : Form Line of Battle) est un roman écrit en 1969 par l'écrivain britannique Alexander Kent. C'est le second roman dont le héros est le capitaine Bolitho, qui s'imposa auprès de la critique. Alexandre Kent fut salué par le New York Times comme « le maître incontesté du roman d'aventures maritimes »[réf. nécessaire].

## Résumé
Richard Bolitho est commandant de L'Hyperion, à la suite du décès de son précédent commandant, il découvre un bâtiment ancien et un équipage soumis a un second en proie a un conflit intérieur. Le commandant est soumis aux ordres d'un amiral qui n'est autre que l'ancien commandant de La Pharalope qui avait mené ce dernier à la mutinerie.
Le commandant Bolitho croise dans ce roman le fameux Nelson, et rencontre celle qui partagera sa vie mais qui n'est autre que la fiancée de l'amiral.